# دبليو دبليو إي '12
دبليو دبليو إي 12 (بالإنجليزية: WWE '12)‏ هي لعبة فيديو صدرت في 26 يناير 2012، وهي متوفرة على أجهزة بلاي ستيشن 3 ووي وإكس بوكس 360. اللعبة من تطوير يوكز ومن نشر تي إتش كيو.

## وصلات خارجية
- الموقع الرسمي
 بالإنجليزية
- الموقع الرسمي
 باليابانية